# Pierre Rousseau (journaliste)
Pour les articles homonymes, voir Pierre Rousseau et Rousseau.
Pierre Rousseau, surnommé Rousseau de Toulouse, né le 19 aout 1716 à Toulouse et mort le 10 novembre 1785 à Paris, paroisse de Saint-Roch, est un journaliste et dramaturge français. Il est surtout connu comme directeur du Journal encyclopédique.

## Jeunesse et errance
Pierre Rousseau est le troisième des dix enfants nés du mariage de Philippe Rousseau, grammairien et maître d’école, et Antoinette Gillis.
Il fut tonsuré à l’âge de quatorze ans. Il aurait été un moment destiné à la chirurgie et installé par son père en apprentissage chez un chirurgien de Toulouse. Pierre Rousseau devint abbé et obtint, fort jeune encore, une prébende dans les environs de Toulouse.
Il abandonne bientôt la voie ecclésiastique et s'installe à Paris en 1740. Il y trouve un emploi de clerc, chez un procureur, puis un tabellion et enfin chez un avocat au Grand-Conseil.

## Théâtre
Il rencontre Favart, alors dans toute sa vogue, qui lui permet de faire ses débuts au théâtre comme dramaturge. Ils écrivent ensemble  La Coquette sans le savoir, petit opéra en un acte qui sera joué à la foire Saint-Germain en 1744 et ensuite reprise au Théâtre-Italien.
Sa première pièce personnelle, La Rivale suivante, parait en 1747 ; c'est une comédie en un acte et en vers.
En 1748, il donne L’Année merveilleuse au Théâtre-Italien, une comédie en un acte et en vers libres, où un caprice de la nature a changé les femmes en hommes et les hommes en femmes. Suivent La Ruse inutile (1749), L’Esprit du jour, qui rencontra le succès, et Les Méprises, présenté au Théâtre-Français.
Le 6 octobre 1749, il obtint du succès avec La Ruse inutile, à laquelle Fréron donna de grands éloges, faisant un rapprochement flatteur avec son homonyme lyrique, Jean-Baptiste Rousseau.
La même année, pendant le séjour du Roi à Fontainebleau, il fit représenter La Mort de Bucéphale, parodie raillant les pièces prétendant continuer voire perfectionner les grands tragédiens grecs, aux tirades philosophiques, ampoulées et monotones ; la pièce obtint un succès durable, fut beaucoup jouée et souvent réimprimée.
Le 8 août 1750, il fit représenter, aux Italiens, L’Étourdi corrigé, ou L’École des Pères, une comédie en trois actes et en vers sifflée par trois fois, et qui ne fut probablement pas imprimée.
Le théâtre lui doit encore Les Méprises, L’Esprit du jour, Le Berceau, divertissement en vers, composé de trois scènes et commandé à Rousseau pour célébrer la naissance d’un fils de l'intendant des Trois-Évêchés, Antoine-Louis Lefebvre de Caumartin. Ce divertissement composé et mis au courrier obtint un grand succès au théâtre de Metz. Le succès de ces trois pièces, auquel Fréron accorda dans L’Année littéraire d’élogieuses analyses d’une étendue qu’il n’accordait guère qu’aux œuvres du premier mérite, rattrapa la chute de L’Étourdi corrigé sans pour autant lui apporter la prospérité.

## Journalisme
Pour assurer sa subsistance, il entra pour 1 500 livres, dans les bureaux de l'imprimeur Antoine Boudet, qui finira par lui confier la direction des Affiches de Paris fondées en 1745. fondateur.
Rousseau devint ensuite le correspondant littéraire de Charles-Théodore de Bavière. Passionné pour les idées nouvelles et enclin aux grandes entreprises, Rousseau songea à créer un journal qui deviendrait le corollaire de l’Encyclopédie. L’Encyclopédie étant menacée en France, Rousseau hésita quelque temps avant de choisir un asile libre où les écrivains n’auraient rien à craindre pour leurs personnes ni pour leur œuvre, et assez central pour diffuser facilement son journal. L’Électeur Palatin qui devait l’honorer par la suite du titre de Conseiller Aulique, l'invita à Mannheim, mais Rousseau préféra Liège, où il arriva comblé d’attentions par l’Électeur et muni d’une lettre de recommandation de Maximilien-Henri de Horion, ministre du prince-évêque Jean-Théodore de Bavière.

### LeJournal encyclopédique(1756-1793)
Rousseau reçut de la ville de Liège le brevet de bourgeois de la cité et l’autorisation avec privilège exclusif d’imprimer son journal. Le prince-évêque accepta la dédicace de la nouvelle publication. Le premier numéro du Journal encyclopédique fut lancé le 1er janvier 1756.
Dès l'attribution du privilège, une coterie s’était formée au sein du clergé liégeois contre le périodique, jugé trop progressiste. Le 4 mai 1759, avec le décès de Horion, Rousseau perdait son premier protecteur ; harcelé par les réclamations, le prince-évêque Jean-Théodore de Bavière signa, de guerre lasse, la révocation du privilège accordé au Journal Encyclopédique le 27 août 1759.
Forcé de quitter Liège, Rousseau trouva refuge à Bruxelles, sous la protection du gouverneur du Brabant pour le compte de l’impératrice Marie-Thérèse, le prince Charles de Lorraine, qui estimait le Journal Encyclopédique. Il ordonna aux employés des comptoirs de Sa Majesté, de laisser passer le journaliste et ses papiers sans le fouiller, et sans réclamer aucun droit d’entrée, mais l’Impératrice ayant refusé, sur les instances de l’archevêque de Damas et nonce du Saint-Siège à Bruxelles, Molinari, de laisser publier le Journal dans ses États, il ne fut pas plus permis à Rousseau d’établir son journal dans cette ville, que de rester à Liège.
La protection de Bodson, procureur général du duché de Bouillon, lui permit d’y établir ses presses. Le 1er février 1760, le duc lui accorda un privilège de trente ans, et l’assura qu’il obtiendrait de lui tout ce qu’il pourrait raisonnablement demander. L’implantation de Rousseau à Bouillon favorisa tellement l’essor de l’imprimerie dans cette ville qu’elle posséda bientôt douze presses employant une soixantaine personnes.

### Journal politique de Bouillon(1760-1789)
En 1760, Pierre Rousseau fonda le Journal politique de Bouillon qui sera édité jusqu'en 1789.

### Journal de jurisprudence(1763-1764)
Il fonde avec Jean-Louis Castilhon l'éphémère Journal de jurisprudence qui parut de janvier 1763 à mai 1764.

## Héritage
Pierre Rousseau meurt à Paris le 10 novembre 1785. Son fils unique étant décédé jeune, c'est le beau-frère de Pierre Rousseau, Charles Auguste Guillaume Weissenbruch, qui hérita des établissements de Bouillon. Il poursuivit le travail éditorial jusqu’au 9 novembre 1793, quand le Journal Encyclopédique, après avoir produit 288 volumes, fusionna avec son concurrent, L’Esprit des journaux.

## Œuvres
- [en collaboration avec Favart], La Coquette sans le savoir, opéra en un acte, joué à la foire Saint-Germain de Paris en 1744.
  - Nouvelle édition : À Paris, chez Didot l'aîné, MDCCLXXIII [1773]. Exemplaire en ligne.
- La Rivale suivante, comédie en un acte et en vers, précédée d'un prologue, par M. Rousseau, représentée pour la première fois sur le Théâtre françois le 3 août 1747, A Paris, chez Prault fils, MDCCXLVII [1747], 56 p., lire en ligne sur Gallica.
- L’Année merveilleuse, comédie en un acte et en vers libres, avec un divertissement, Paris, Cailleau, 1748, lire en ligne sur Gallica
- La Ruse inutile, représentée pour la première fois au Théâtre françois, le 6 octobre 1749 : comédie en 1 acte en vers, Paris, Sébastien Jorry imprimeur-libraire, 1749, lire en ligne sur Gallica
- [Attribué à P. Rousseau par Barbier], La Mort de Bucéphale, nouvelle édition, Paris, Cailleau, 1749, (BNF 31257886), lire en ligne sur Gallica.
  - Rééd. Paris, veuve Duchesne, 1767, coll. Théâtre de campagne, no 13, (BNF 31257887), lire en ligne sur Gallica.
- L’Étourdi corrigé, ou l’École des pères, 8 août 1750, Théâtre-Italiens, comédie en trois actes et en vers.
- La Grande Métamorphose des comédiens italiens, comédie, en un acte, en vers vec [sic] un divertissement, Verneuil, s. n., 1751, 79 p. in-8° (BNF 39376681).
- Les Méprises, créé au Théâtre-Français en avril et mai 1754[5], comédie en 1 acte, et en vers, Paris, S. Jorry, 1754, VIII-52 p., in-8°, (BNF 31257882).
- [Attribué à P. Rousseau par Barbier], Les faux-pas, ou Les Mémoires vrais, ou vrai-semblables de la baronne de *** : traduits de l'original bas-breton, Aux Deux-Ponts [i.e. Paris]. Et se trouvent, chez Duchesne, rue Saint Jacques, au-dessous de la fontaine Saint Benoît, au Temple du goût. M. DCC. LV, 2 t. (192 ; 180 p.), in-12, lire en ligne sur Gallica.
- Le Berceau, Metz, Joseph Collignon, 1754, in-4°.
- L’Esprit du jour, créé au Théâtre-Italien[5].

Attribué à P. Rousseau
- L'histoire des grecs ou de ceux qui corrigent la fortune au jeu, seconde édition revue (...) et augmentée d'un projet d'hôpital où les grecs pourront avoir à l'avenir une retraite, La Haye, s.n., 1757, 3 parties en 1 vol. (XVI-66-77-[1]-59-[1]-22 p.), in-12, (BNF 30526489), lire en ligne sur Gallica.

Journaux
- Correspondance littéraire de Mannheim : 1754-1756, textes édités par Jochen Schlobach, Paris, Champion, 1992, 620 p.
  - Compte rendu par Jacques Wagner, Dix-Huitième Siècle, 1994, n° 26, p. 575.
- Journal encyclopédique